# Hautes vallées d'Aspe et d'Ossau
Hautes vallées d'Aspe et d'Ossau este o arie protejată (arie de protecție specială avifaunistică — SPA) din Franța întinsă pe o suprafață de 49.106 ha, integral pe uscat.

## Localizare
Centrul sitului Hautes vallées d'Aspe et d'Ossau este situat la coordonatele 42°53′30″N 0°31′22″W / 42.89177°N 0.52283°V.

## Înființare
Situl Hautes vallées d'Aspe et d'Ossau a fost declarat arie de protecție specială avifaunistică în baza directivei 79/409 din 1979 referitoare la conservarea păsărilor sălbatice pentru a proteja 25 de specii de animale.

## Biodiversitate
Situată în ecoregiunea alpină, aria protejată nu include niciun habitat protejat.
La baza desemnării sitului se află mai multe specii protejate de  păsări (25): fluierar de munte (Actitis hypoleucos), minunița (Aegolius funereus), acvilă de munte (Aquila chrysaetos), buha (Bubo bubo), caprimulg (Caprimulgus europaeus), șerpar (Circaetus gallicus), erete vânăt (Circus cyaneus), ciocănitoare cu spate alb (Dendrocopos leucotos), ciocănitoarea de stejar (Dendrocopos medius), ciocănitoare neagră (Dryocopus martius), presură de grădină (Emberiza hortulana), șoim călător (Falco peregrinus), zăgan (Gypaetus barbatus), vulturul pleșuv sur (Gyps fulvus), Hieraaetus fasciatus, acvilă pitică (Hieraaetus pennatus), Lagopus mutus pyrenaicus, sfrâncioc roșiatic (Lanius collurio), gaia neagră (Milvus migrans), gaia roșie (Milvus milvus), vultur egiptean (Neophron percnopterus), Perdix perdix hispaniensis, viespar (Pernis apivorus), Pyrrhocorax pyrrhocorax,  cocoș de munte (Tetrao urogallus).
Pe lângă speciile protejate, pe teritoriul sitului au mai fost identificate 10 specii de păsări.